# المهدي عباس بن المنصور
الإمام المهدي عباس بن المنصور بالله حسين بن المتوكل على الله القاسم بن الحسين (ولد في 1719 - توفي في ذمار 4 سبتمبر 1775) إمام اليمن من 1748 إلى 1775.

## الصعود والشخصية
كان المهدي عباس الابن الثاني للإمام المنصور بالله حسين بن المتوكل على الله القاسم بن الحسين . عندما توفي والده في 1748 كان من المتوقع أن تتم مبايعة ابنه البكر علي بالإمامة. لكن والدة المهدي عباس الأمة الأفريقية اعدت الطريق ومع مساعدة مؤثرة من القاضي قبل العسكر والولاة تمت مبايعة الإمام المهدي عباس بالإمامة. لقب باسم المهدي عباس. ووضع علي في الحبس وتوفي في عام 1759. وفقا لرفيق شبابه الداعية المعروف محمد الشوكاني فإن المهدي عباس امتلك شخصية ممتازة، ذكي، دبلوماسي، حازم، وعادل مع حسن التصرف الجيد مع العلماء. ألغى العديد من الانتهاكات التي وقعت قبل فترة حكمه مثل عدم انتظام الإملاءات. بين الأئمة القاسميين يبدو أنه صاحب الصورة الفضلى في تولية الإمامة عند الطائفة الزيدية وذلك بسبب اتصافه بالتقاة والكرم وأخلاق الفرسان.

## الأحداث السياسية
تقلصت حدود الدولة الزيدية بقوة في عهد المهدي عباس. شهدت فترة حكمه سلسلة من الصراعات الداخلية التي تمكن من التغلب عليها. على الرغم من موقف الحكم الذاتي لقبائل حاشد وبكيل أبقى الإمام عدة أفواج من رجال القبائل عن طريق دفع أموال أكثر من غيرهم. في عام 1750 هاجم أحمد الحسني حصون حاشد وبكيل ولكنه قتل في نهاية المطاف. في عام 1759 هزم أيضا غارة من قبل رجال قبيلة بكيل كما كان تمرد قبائل بارات في عام 1770. ظهرت المعارضة الدينية لحكم الإمام في 1768. نشر بعض العلماء بيانات للثورة ضد حكام الإمام منذ أن تصرف سكان صنعاء بطريقة زنديقية. لم يستطيعوا اكتساب أتباع. في صنعاء نفسها تسبب ندرة الذرة في تمرد في 1772. استخدم المهدي عباس القوة لهزيمة المتمردين. ساعدته عسكريون اسكتلنديون وفرنسيون لديهم خبرة عسكرية كبيرة.

## الأوضاع الاقتصادية ونهاية عهده
حسب نيبور فإن اقتصاد الدولة الزيدية شهدت تراجعا نسبيا. في حين كانت مقدار الإيرادات في القرن السابع عشر 830،000 ريال سنويا إلا أنه انخفض بشكل كبير إلى 300،000 في عهد المنصور حسين. تحت إمامة المهدي عباس ارتفع العائد السنوي مرة أخرى إلى 500،000 ريال ولكن لا يزال بعيدا عن إيرادات عشرينات القرن السابع عشر التي كانت تعود بسبب تجارة البن المربحة. ومع ذلك كان المهدي عباس أمير الأثرياء الذين أنشئوا العديد من المباني العامة والمساجد في صنعاء. توفي المهدي عباس في 1775 وتولى الإمامة من بعده ابنه المنصور علي بن عباس.